# Palaeodoxa suffusa
Palaeodoxa suffusa är en fjärilsart som beskrevs av W. Warren 1907. Palaeodoxa suffusa ingår i släktet Palaeodoxa och familjen mätare. Inga underarter finns listade i Catalogue of Life.